# Дмитриев, Владимир Николаевич (врач)
Владимир Николаевич Дмитриев (23 января 1838, Медынь, Калужская губерния — 22 февраля 1904, Суук-Су) — русский военный врач, позднее земский врач, климатолог и пионер виноградолечения, общественный деятель, организатор и популяризатор курортов Южного берега Крыма.

## Биография

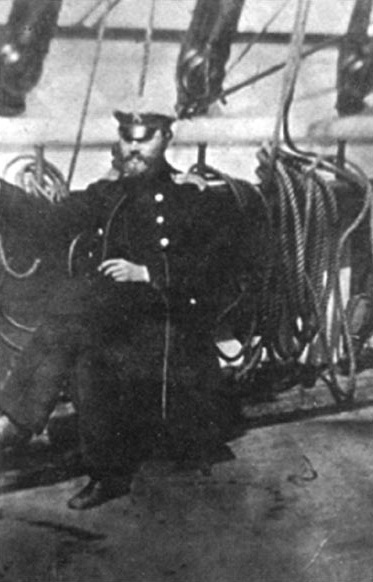
В. Н. Дмитриев на палубе корвета «Гиляк» у берегов острова Пальма, Канарские острова

Родился В. Н. Дмитриев 11 (23) января 1839 года в небольшом городке Медынь Калужской губернии в дворянской семье.
Обучался на медицинском факультете Московского университета и в 1859 году успешно окончив его получил звание лекаря. Поступил в Российский императорский флот, отслужил положенный срок в качестве корабельного врача, находился на борту в дальних плаваниях, в том числе в Атлантике. Выйдя в отставку, Дмитриев возвратился в Москву и поступил в клинику С. П. Боткина. К 1867 году его здоровье ухудшилось и по рекомендации С. П. Боткина он переехал в Ялту, в город, который для Дмитриева стал местом проживания на долгие годы.
Ныне его дом по адресу Ялта, ул. Дмитриева, 7 — объект культурного наследия  Объект культурного наследия народов РФ регионального значения. Рег. № 911711274070005 (ЕГРОКН).
Автор ряда работ по климатолечению. Пропагандировал лечебный климат Южного береге Крыма.
Во времена русско-турецкой войны 1877—1878 годов Владимир Николаевич был направлен на Кавказ и назначен старшим врачом 3-й резервной артиллерийской бригады, где за период военных действий был награждён орденом Святого Станислава III степени.
В. Н. Дмитриев умер 22 февраля 1904 года от сердечного приступа на дороге из курорта Суук-Су в Артек, которой он часто пользовался в последний год жизни.
Похороны проходили при большом стечении народа. Вначале он был погребен на старом Аутском кладбище, а в 1973 году его прах был перенесен на мемориальное Поликуровское кладбище.

### Очерк климатических условий Южного берега Крыма

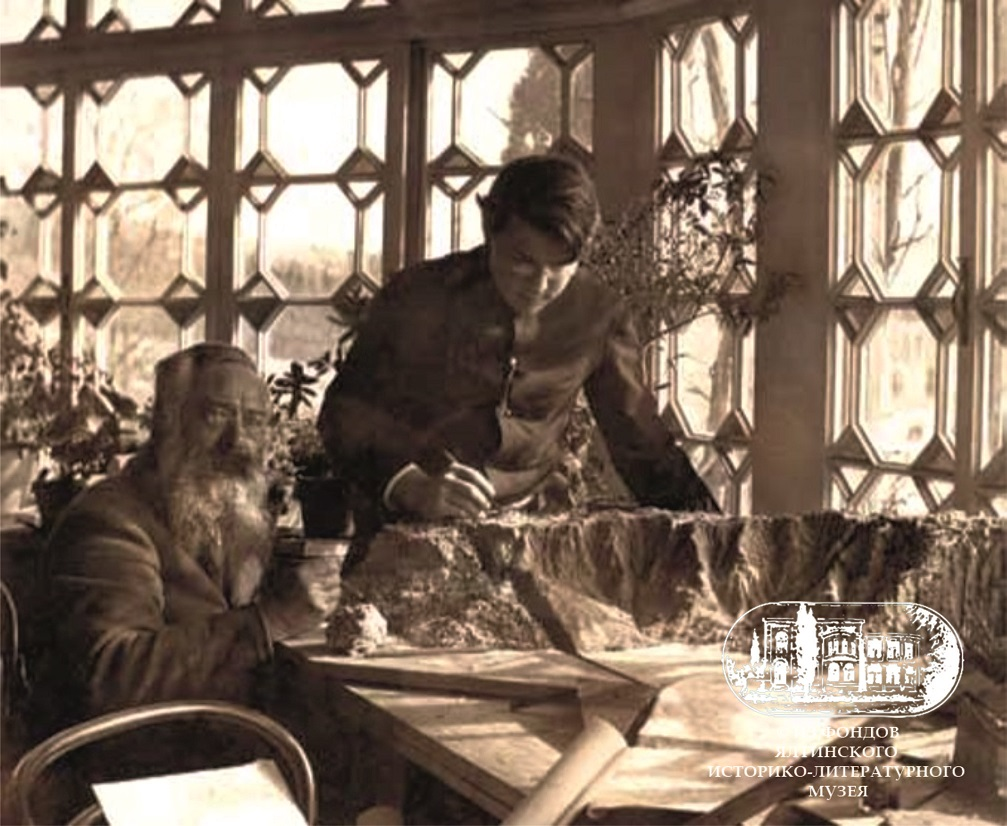
В. Н. Дмитриев с сыном у рельефной карты ЮБК на террасе своего дома в Ялте. Фото из фондов Ялтинского историко-литературного музея

В. Н. Дмитриева можно назвать первооткрывателем целебных свойств южнобережного климата. Дмитриев взялся доказать русской врачебной общественности, что Южный берег Крыма по климатическим условиям ничуть не хуже прославленных средиземноморских курортов, в частности Ниццы.
Для доказательства ценности ЮБК как курорта надо было иметь систематические данные метеорологических наблюдений: суточный ход температур и влажности воздуха, атмосферного давления, ветровой режим, продолжительность солнечной радиации и т. д. Дмитриев на свои средства приобрел метеорологические приборы и во дворе своего дома установил их на специальной площадке. Систематические наблюдения он начал с 1868 года. Итоги и выводы первых 19 лет Дмитриев опубликовал в работе «Очерк климатических условий Южного берега Крыма». Дмитриев впервые показал и доказал, что климатические условия Южнобережья для лечения не хуже, а в некоторых случаях даже лучше, чем на Ривьере. В частности, он писал:
Южный берег Крыма если и уступает Ривьере по средней годовой и особенно по средней зимней температуре, зато во всех остальных климатических условиях составляет сколок с нее. У нас даже есть своя Ницца — Ялта...
Если отнестись строже и причислить к зимним дням все те дни, когда средняя суточная температура воздуха ниже нуля, то нужно сказать, что зимы в северном смысле этого слова держатся на Южном берегу всего 10 дней.
Работа не была сугубо теоретической. Из неё следовали важные практические выводы:
Чистый воздух и солнце — самые могущественные, еще ничем не превзойденные лечебные силы. Вы видите, как богато одарен ими Южный берег Крыма. Не уменьшайте же действие этих сил искусственно и используйте во всем том объеме, в каком природа дает их вам...

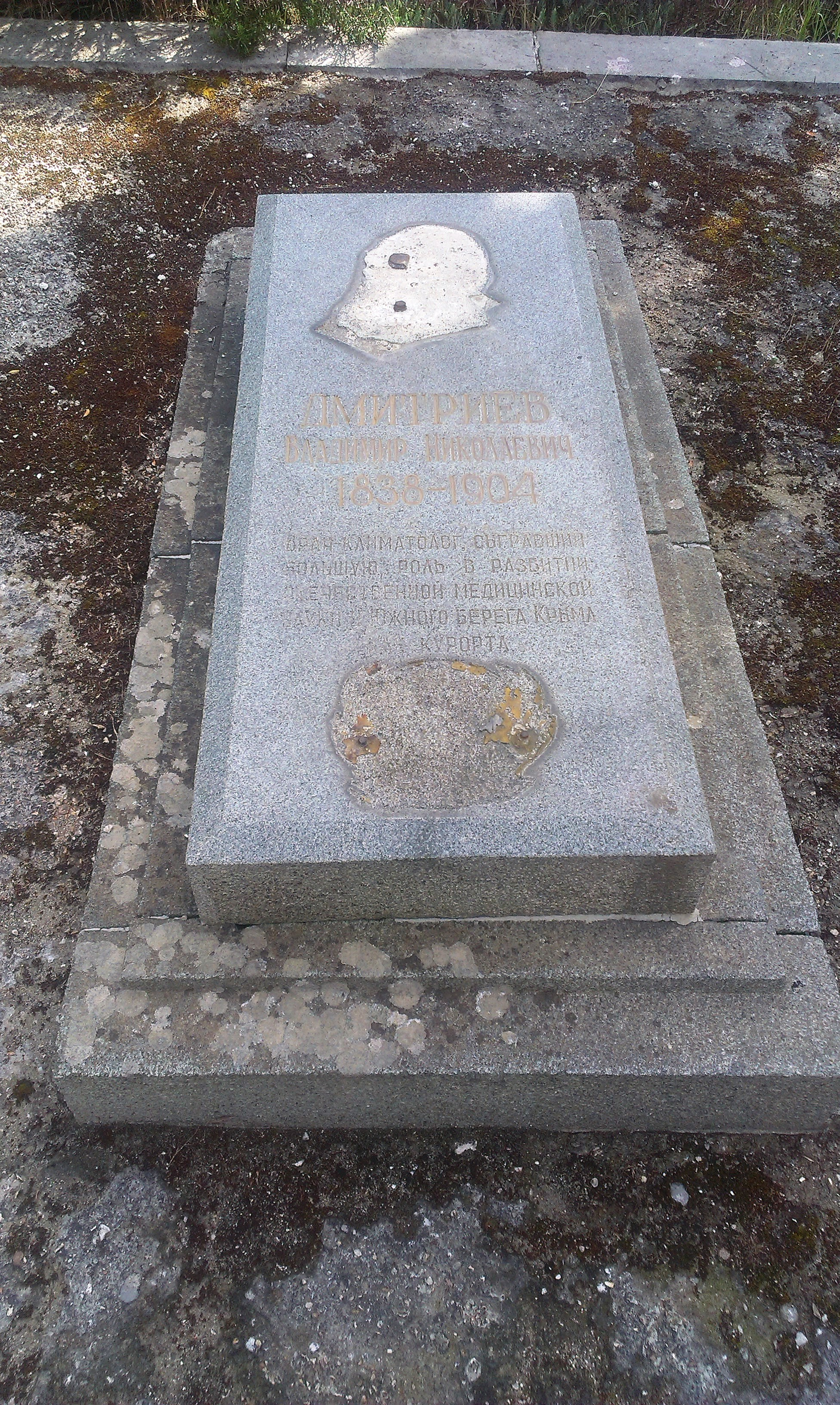
Могила В. Н. Дмитриева на Поликуровском кладбище

Дмитриев заложил основы климатотерапии, доказал, что климатические процедуры в сочетании с винограде- и кефиролечением дают наибольший эффект.
За труд «Климатические условия Южного берега Крыма» Императорское Географическое общество в 1890 году наградило В. Н. Дмитриева серебряной медалью. Его самодельная «особая будочка» была объявлена официальной метеостанцией. В 1897 году в Ялте, в городском саду была создана новая метеостанцию. На ней работал приглашенный метеоролог-наблюдатель, Владимир Николаевич оставался её руководителем. В 1902 году для метеостанции построили современное здание на ялтинской набережной. После смерти доктора Дмитриева этой метеостанции присвоили его имя.

### Крымский горный клуб
Дмитриев пропагандировал как часть климатолечения экскурсии и туризм. Открытие Ялтинского отделении состоялось 23 апреля 1891 года на даче В. Н. Дмитриева близ Иссар (ныне территории лагеря им. В. Коробкова вблизи Поляны сказок). Председателем был избран В. Н. Дмитриев. Членам и учредителями стали врачи Ф. Т. Штангеев, И. Ф. Лебедев. Ф. Д. Вебер, В. М. Иванов, А. А. Андрезен, А. И. Кольцов, преподаватели прогимназий И. H. Загордан, Н. Г. Василевский, инженер С. И. Руденко, князья Г. Д. Волконский, А. А. Гетманов и другие. С 1891 по 1900 год горный клуб размещался прямо в доме врача-климатолога. В 1894 году он стал во главе экскурсионной работы на Южном берегу Крыма, был избран председателем правления Крымского отделения Крымско-Кавказского горного клуба. В этой общественной должности он состоял до последних дней жизни и умер возвращаясь домой с заседания горного клуба. По инициативе Дмитриева в горах были проложены экскурсионные тропы в горах (ныне Штангеевская тропа, Боткинская тропа и другие), устроены приюты для экскурсантов на горных маршрутах. При горном клубе был создал естественно-исторический музей, который впоследствии стал основой для Ялтинского исторического музея. Со своим сыном-гимназистом и художником Г. Ф. Ярцевым изготовил для музея рельефную карту части Южного берега Крыма. Карта использовалась вплоть до середины 50-х годов XX столетия.

## Библиография

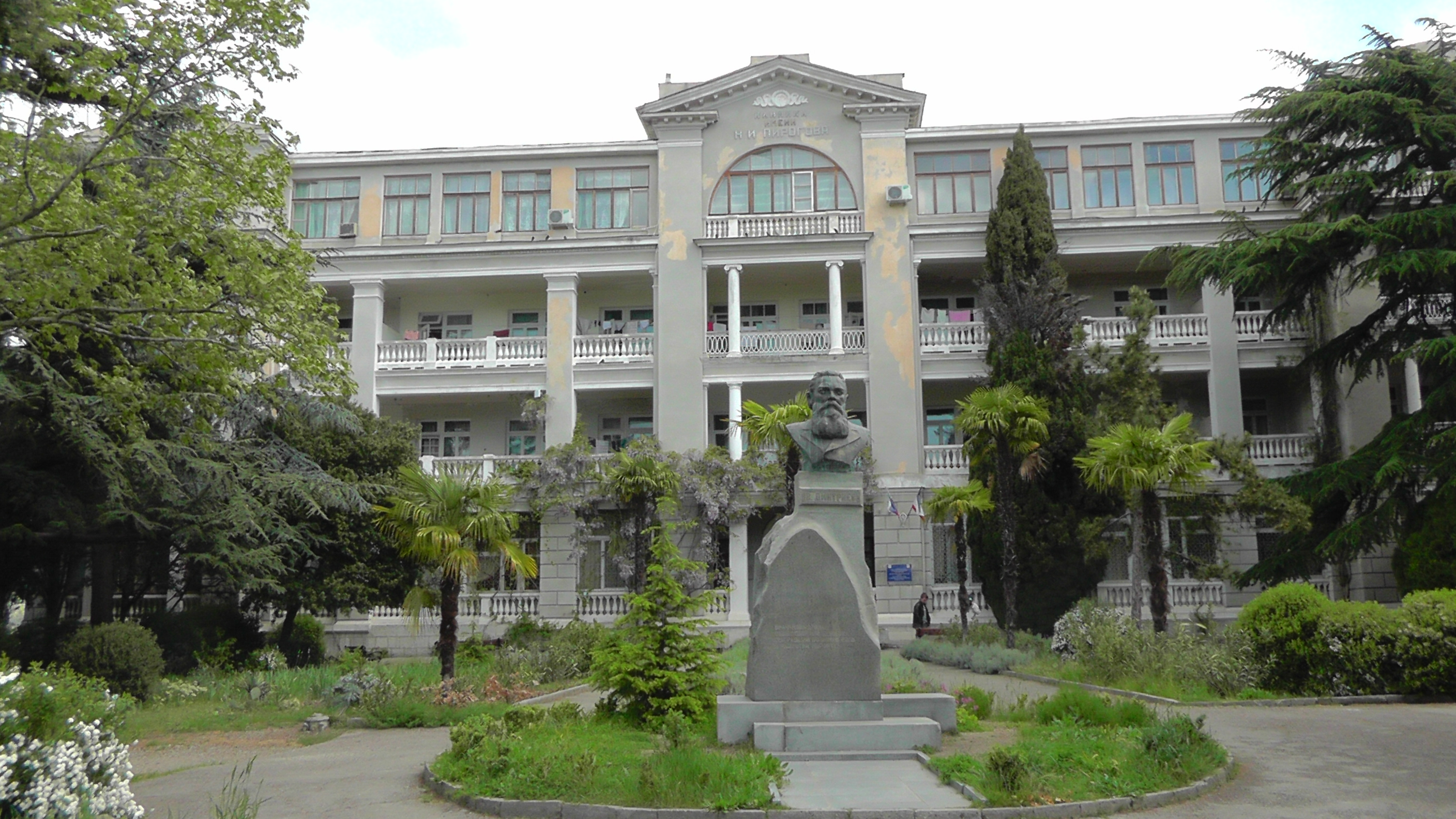
Памятник климатологу В. Н. Дмитриеву перед фасадом Корпуса «Пироговский» НИИ им. Сеченова

## Память
Имя ученого носят:
- Ялтинская гидрометеорологическая станция — одна из старейших в России[3].
- экскурсионная тропа на южном склоне Главной гряды
- Ялтинского Горный Клуб имени В. Н. Дмитриева[6]
- улица Ялты
- «Дом Дмитриева» в Ялте отмечен мемориальной доской.
- На территории Корпус «Пироговский» Института имени И. М. Сеченова ул. Мухина,10 / пер. Свердлова,3 в Ялте установлен бюст учёного.